# Апрелівка (Калінінградська область)
Апрелівка (рос. Апрелевка) — селище Гур'євського міського округу, Калінінградської області Росії. Входить до складу Низовського сільського поселення.
Населення — 130 осіб (2015 рік).

## Населення
| 2002 | 2010 |
| ---- | ---- |
| 143  | ↘130 |